# Argentina Cupcea-Josu
Argentina Cupcea-Josu (în rusă Аргенти́на Пи́меновна Ку́пча-Жо́сул; n. 4 iunie 1930, Cupcui, raionul Leova, Republica Moldova – d. 4 martie 2019, Chișinău, Republica Moldova) a fost o critică literară, traducătoare, cercetătoare și publicistă din Republica Moldova. A fost autoare de traduceri din literatura rusă și străină din secolele XIX-XX în limba română. A fost membră a Uniunii Scriitorilor din Moldova din 1965 și a fost implicată în redactarea enciclopediei Chișinău și a manualului Literatura moldovenească sovietică.

## Biografie
S-a născut într-o familie de intelectuali. Tatăl ei, Pimen Cupcea, inginer agronom și creator al tehnologiilor de producere a vinurilor „Negru de Purcari” și „Rosu de Purcari”, a lucrat ca profesor la Școala de Viticultură din Chișinău. Mama sa, Larisa Cupcea, a fost profesoară de științe naturale și provenea dintr-o familie de preoți. Fratele ei mai mare era actorul Valeriu Cupcea.
Argentina Cupcea a învățat într-o școală din Chișinău și a absolvit Facultatea de Istorie și Filologie a Universității de Stat din Chișinău în 1953, continuând apoi studiile postuniversitare, ajungând profesoară la aceeași universitate. Printre studenții ei s-au aflat Anatol Ciocanu și Petru Lucinschi.

## Carieră
Pe lângă activitatea de traducătoare, a fost cunoscută pentru contribuțiile sale în domeniul criticii literare și publicisticii. A fost autoare a unor lucrări importante și a realizat traduceri din literatura rusă și europeană în limba română. A fost membru al Consiliului Coordonator al Societății „Limba noastră română” și fondator și director al cercului literar „Zâmbet pentru bătrâni”.
A decedat pe 4 martie 2019, fiind înmormântată la Chișinău.

## Premii și distincții
A fost distinsă cu diverse premii, inclusiv cu medalia „Mihai Eminescu” și a fost cavaler al Ordinului „Gloria Muncii”.

## Familie
A fost căsătorită cu Ioan Josu, având împreună un fiu, Victor. 